# Hemaris ottonis
Hemaris ottonis ist ein Schmetterling (Nachtfalter) aus der Familie der Schwärmer (Sphingidae).

## Merkmale
Die Falter haben eine Flügelspannweite von 37 bis 40 Millimetern. Sie sehen Hemaris staudingeri sehr ähnlich, können von dieser Art jedoch durch die blassen Streifen auf beiden Seiten des Thorax unterschieden werden. Die Schienen (Tibien) der Hinterbeine sind mit Ausnahme der Spitze grau.

## Vorkommen und Lebensweise
Die Art ist im fernen Osten Russlands (Nachweise aus: Jüdische Autonome Oblast, Chabarowsk, Region Primorje), dem Nordosten Chinas (Nachweise aus Jilin, Liaoning, Peking, Shanxi) und der Koreanischen Halbinsel (Nachweise aus Nordkorea: Hamgyŏng-pukto; Nachweise aus Südkorea: Gyeonggi-do, Gangwon-do, Jeollanam-do) verbreitet. Flugzeiten der Art sind im Mai (Liaoning), Juni (Jilin, Yevreyskaya und Primorje) und Juli (Shanxi) bekannt. In Korea fliegt die Art von Mitte Mai bis Ende Juli.
Die Präimaginalstadien sind nicht beschrieben. Aus dem fernen Osten Russlands ist jedoch Lonicera japonica als Raupennahrungspflanze dokumentiert.

## Belege